# Cordillera de Guanacaste
Cordillera de Guanacaste – pasmo gór wulkanicznych w północno-zachodniej Kostaryce. Ciągnie się na długości 110 km z północnego zachodu na południowy wschód. Najwyższym szczytem jest wulkan Miravalles – 2028 m n.p.m. Ostatnia erupcja w tym paśmie, wulkanu Arenal, miała miejsce w 1968.
Ważniejsze szczyty:
- Miravalles – 2028 m n.p.m.
- Tenorio – 1916 m n.p.m.
- Rincón de la Vieja – 1806 m n.p.m.
- Arenal – 1633 m n.p.m.
- Orosí – 1487 m n.p.m.